# Billy „Bass” Nelson
William „Billy Bass” Nelson (n. 28 ianuarie 1951) este un muzician american, fiind basistul original al trupei Funkadelic. Este membru al Rock and Roll Hall of Fame în care a fost introdus în 1997 împreună cu alți cincisprezece membrii ai colectivului Parliament-Funkadelic.
1. 1 2 3  Montreux Jazz Festival Database[*] Verificați valoarea |titlelink= (ajutor);